# Гелма (област)
Гелма (на арабски: ولاية قالمة) е област на Алжир. Населението ѝ е 482 430 жители (по данни от април 2008 г.), а площта 4101 кв. км. Намира се в часова зона UTC+01. Телефонният ѝ код е +213 (0) 37. Административен център е Гелма.